# История ядерного оружия
Основная статья: Ядерное оружие

## Предпосылки
В 1898 году французский физик Мария Склодовская-Кюри с мужем - также физиком Пьером Кюри обнаружили в настуране, минерале урана, некое вещество, выделяющее большое количество радиации. Это открытие дало основание предположить наличие огромного потенциала невиданной ранее энергии, заключённой в атомах радиоактивных элементов.
В 1911 Эрнест Резерфорд сделал важные открытия в области изучения атомов, а в 1932 Эрнест Уолтон и Джон Кокрофт смогли впервые расщепить ядро атома.

### Британская программа
Основная статья: Британская ядерная программа

### Японская программа
Основная статья: Японская ядерная программа

## Разработка и первое испытание
Основные статьи: Манхэттенский проект, Тринити (испытание)
Манхэттенский проект начал своё осуществление 17 сентября 1943 года. К нему было привлечено множество выдающихся учёных-физиков, многие из которых являлись беженцами из Европы.

К лету 1945 американцам удалось создать 3 атомные бомбы, 2 из которых были сброшены на Хиросиму и Нагасаки, а третью испытали незадолго до этого.
Конструкция Хиросимовского «Малыша», урановой ядерной бомбы, была проста и надёжна (хотя и малоэффективна), и американские учёные не сомневались в её успехе. Плутониевый «Толстяк» же имел более сложную, но и более эффективную конструкцию, и нуждался в проверке. Так 16 июля 1945 года в Нью-Мексико было проведено первое в мире испытание атомной бомбы, получившее название Тринити (Троица).

## Атомные бомбардировки Хиросимы и Нагасаки
Основная статья: Атомные бомбардировки Хиросимы и Нагасаки

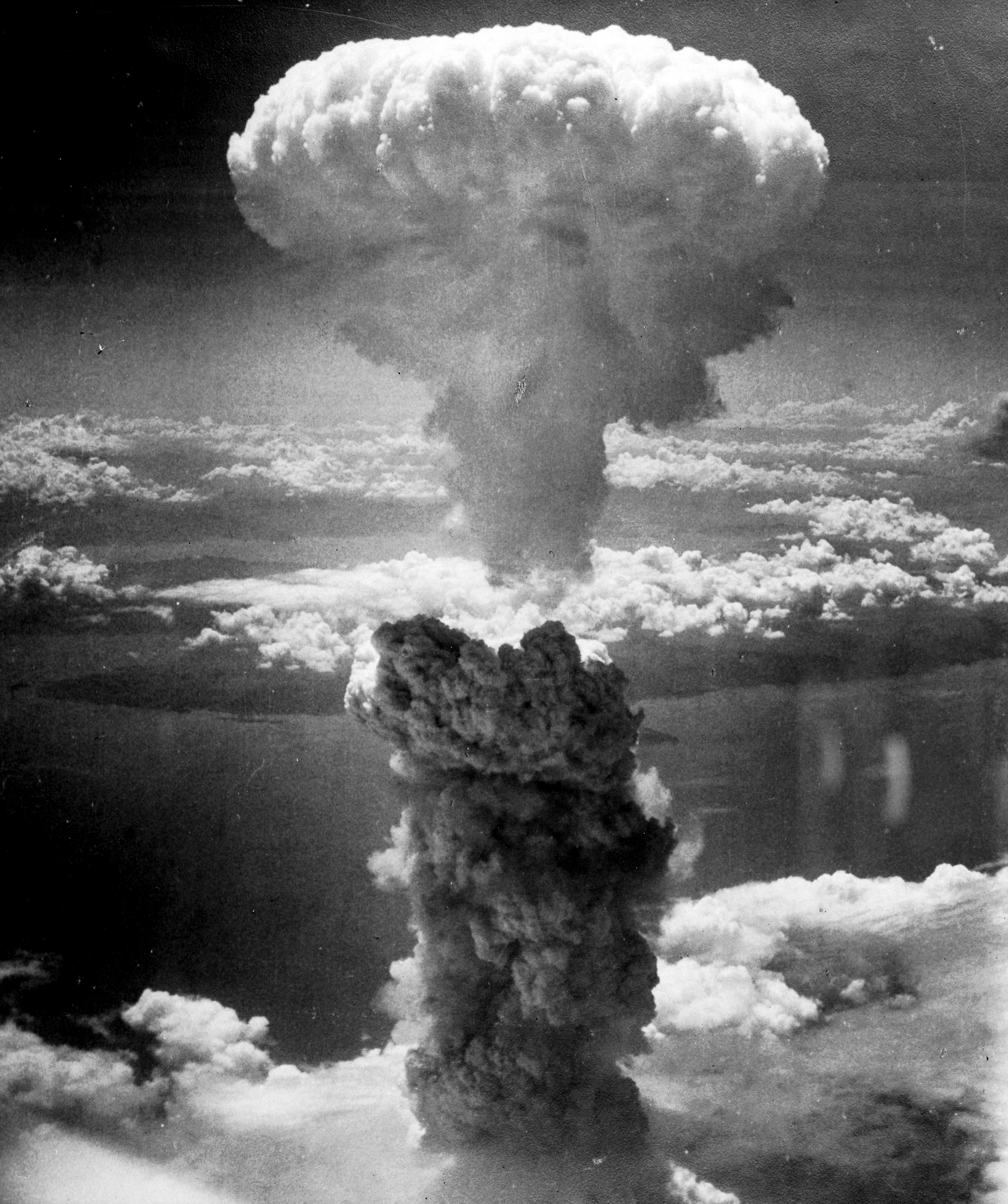
Ядерный гриб в Нагасаки 9 августа 1945 года

Утром 6 августа 1945 года американский бомбардировщик B-29 «Enola Gay» (командир экипажа — полковник Пол Тиббетс) сбросил на японский город Хиросима урановую атомную бомбу «Little Boy» («Малыш»). Мощность взрыва составила по разным оценкам от 13 до 18 килотонн в тротиловом эквиваленте.
Три дня спустя, 9 августа 1945 года, плутониевая атомная бомба «Fat Man» («Толстяк») была сброшена на город Нагасаки пилотом Чарльзом Суини. Её мощность была значительно больше и составила 15-22 кт. Это связано с более совершенной конструкцией бомбы.
Оценки человеческих потерь от атак сильно затруднены. Считается, что 140000 человек умерло в Хиросиме от взрыва и его последствий; аналогичная оценка для Нагасаки составляет 74000 человек. Эти числа, опубликованные в феврале 1946 году штабом американской оккупационной армии в Японии, не учитывают умерших после февраля 1946 от лучевой болезни и других последствий облучения при взрывах.
Исключительная разрушительная способность ядерного оружия, продемонстрированная бомбардировками, стала отправной точкой гонки ядерных вооружений между США и СССР, к которой позднее присоединились другие страны.

## Холодная война
См. также: Ядерная гонка
В первые годы после окончания Второй мировой войны США были единственным «ядерным государством» в мире. Руководство США предполагало, что Советский Союз очень далёк от создания собственной бомбы. Тем временем США пытались извлечь как можно больше пользы из своего временного превосходства. В частности, имели место попытки оказания давления на Сталина по таким вопросам, как Берлин и Чехословакия. В этой ситуации советский лидер сделал вывод о том, что только из-за этого США не рискнут развернуть новую войну против советского государства.
Тем временем в СССР активнейшим образом велись разработки по созданию собственной атомной бомбы. Во время войны исследования ограничивались из-за нехватки урана, но поставки из Восточной Европы теперь решали эту проблему. Для физиков создали все условия, чтобы максимально ускорить темп работ. 3 декабря 1944 года «наблюдение за развитием работ по урану» постановлением ГКО СССР было возложено на заместителя председателя ГКО Л. П. Берия.
В США полагали, что у СССР не будет атомного оружия как минимум до середины 50-х. Однако 29 августа 1949 работа советских физиков-ядерщиков привела к успеху. Бомбу РДС-1, взорванную в этот день, на Западе называли в честь Сталина: «Джо-1». Началась ядерная гонка.
Кроме атомной бомбы для испытания 29 августа 1949 г., в СССР к концу 1949 г. были изготовлены ещё две бомбы РДС-1, а в 1950 г. — ещё девять. Однако все эти бомбы представляли собой экспериментальные устройства, а у СССР на тот момент не было средств доставки. В январе-феврале 1951 г. было изготовлено ещё четыре атомные бомбы. Таким образом, у СССР к 1 марта 1951 г. имелось 15 атомных бомб типа РДС-1. К концу 1951 г. было изготовлено в общей сложности 29 атомных бомб РДС-1, в том числе первые три серийно изготовленные атомные бомбы.
После успешного испытания 24 сентября 1951 г. советского атомного заряда «502-М» (РДС-2) к концу 1951 г. было освоено производство атомных бомб этого типа РДС-2. На 1 января 1952 г. у СССР имелось 35 атомных бомб, 29 из которых были РДС-1 и 6 РДС-2. Эти бомбы СССР теоретически мог доставить до США.
29 августа 1951 г. было принято решение Совета Министров СССР о начале строительства первых войсковых складов — ядерных баз, предназначенных для хранения и подготовки к применению атомных бомб. Их было всего четыре: на севере Крыма, на западе Украины, в Белоруссии и на северо-западе России. Строительство двух первых баз хранения ядерного оружия было завершено в 1955 г. В 1956 г. была введена в строй центральная база хранения ядерного оружия.
18 октября 1951 года первая советская авиационная атомная бомба (РДС-3 с ядерным зарядом «501-М») была впервые испытана путём сброса её с самолёта (Ту-4) Эту бомбу стали готовить к принятию на вооружение (была принята в 1954 году) В 1952-м и 1953 годах проведены успешные лётные контрольные испытания (ЛКИ) авиабомбы РДС-3.
Вкладывались колоссальные средства в совершенствование качества оружия и увеличение его количества. Обе нации быстро приступили к разработке термоядерного оружия. США взорвали такое устройство 1 ноября 1952. Вновь удивив всех, Советский Союз произвёл термоядерный взрыв всего через 8 месяцев. Советская водородная бомба РДС-6с была полностью продуктом собственной разработки, так как шпионаж в США результатов не принёс. А самое главное — она была именно первой бомбой в габаритах бомбового отсека самолёта, а не стационарным сооружением размером с двухэтажный дом, как в США.
Активно велись разработки и по средствам доставки ядерного оружия, в первую очередь ими были стратегические бомбардировщики. В этой области США начали работать с явной форой, но появление реактивных самолётов-перехватчиков свело американское преимущество на нет. В начале 50-х ВВС США были представлены реактивные бомбардировщики B-47 и B-52, способные проникнуть в воздушное пространство СССР.
Копия ракеты «Восток»(модификация Р-7) в Москве на ВДНХ

Во второй половине 50-х в СССР была разработана первая межконтинентальная баллистическая ракета (МБР) Р-7. 4 октября 1957 эта ракета вывела в космос первый искусственный спутник Земли. Первая американская МБР была запущена 31 октября 1959.

## Современная ситуация
По состоянию на 2024 год, по оценкам, у Соединённых Штатов было 1770 развёрнутых ядерных боеголовок, 1938 в резерве и 1336 снятых с вооружения и ожидающих утилизации (всего 5044). 1370 стратегических боеголовок были размещены на баллистических ракетах, 300 — на базах стратегических бомбардировщиков в Соединённых Штатах и 100 тактических бомб — на авиабазах в Европе.
В апреле 1995 г. ядерные боеприпасы были вывезены в Россию из Казахстана, к июню 1996 г. — с Украины и к ноябрю 1996 г. — из Белоруссии.
По состоянию на 2024 год Россия обладает в общей сложности 5580 ядерными боеголовками, что является крупнейшим подтверждённым запасом ядерных боеголовок в мире. Количество развёрнутых ракет России (тех, которые действительно готовы к запуску) составляет около 1710 единиц, что также является крупнейшим подтверждённым стратегическим развёрнутым арсеналом в мире по состоянию на 2024 год. Остальные ракеты либо находятся в резервных запасах, либо выведены из эксплуатации и подлежат демонтажу. Российские ядерные боеприпасы находятся в ведении 12-го главного управления Министерства обороны Российской Федерации.
Согласно подписанному в мае 2002 года договору, США и Россия должны к 31 января 2012 года уменьшить свои ядерные арсеналы на две трети — до уровня 1700—2200 боеголовок у каждой стороны.
Ядерным оружием обладают 9 стран: США, Россия, Великобритания, Франция, Китай, Индия, Пакистан, Израиль(предположительно) и Северная Корея. Из них только пять стран подписали Договор о нераспространении ядерного оружия (США, Россия, Великобритания, Франция и Китай).
Более подробную информацию можно узнать на странице Ядерный клуб.
Договор о нераспространении ядерного оружия одобрен Генеральной Ассамблеей ООН 12 июня 1968 г., открыт для подписания 1 июля 1968 г. в Москве, Вашингтоне и Лондоне. Договор вступил в силу 5 марта 1970 г. после сдачи ратификационных грамот на хранение. Ратифицирован СССР 24 ноября 1969 г. Участниками Договора являются 190 государств. Вне ДНЯО остаются Индия, Пакистан, Израиль. О выходе из ДНЯО заявила КНДР.

## Основные ядерные взрывы
Мощность взорванных устройств указана в килотоннах тротиллового эквивалента .
| Дата            | Название          | Мощность, кт | Государство    | Значение                                        |
| --------------- | ----------------- | ------------ | -------------- | ----------------------------------------------- |
| 16 июля 1945    | Тринити           | 21           | США            | Первый взрыв атомной бомбы в истории            |
| 6 августа 1945  | Малыш             | 11           | США            | Бомбардировка Хиросимы                          |
| 9 августа 1945  | Толстяк           | 21           | США            | Бомбардировка Нагасаки                          |
| 29 августа 1949 | РДС-1             | 22           | СССР           | Первый ядерный взрыв СССР                       |
| 3 октября 1952  | Ураган            | 25           | Великобритания | Первый ядерный взрыв Великобритании             |
| 1 ноября 1952   | Иви Майк          | 10 400       | США            | Первый взрыв термоядерной бомбы в истории       |
| 12 августа 1953 | РДС-6с            | 400          | СССР           | Первый термоядерный взрыв СССР                  |
| 1 марта 1954    | Кастл Браво       | 15 000       | США            | Самый мощный взрыв США                          |
| 8 ноября 1957   | Схватка X         | 1800         | Великобритания | Первый термоядерный взрыв Великобритании        |
| 13 февраля 1960 | Голубой тушканчик | 60           | Франция        | Первый ядерный взрыв Франции                    |
| 30 октября 1961 | Царь-бомба        | 58 600       | СССР           | Взрыв самой мощной термоядерной бомбы в истории |
| 16 октября 1964 | 596               | 22           | КНР            | Первый ядерный взрыв Китая                      |
| 17 июня 1967    | Испытание 6       | 3300         | КНР            | Первый термоядерный взрыв Китая                 |
| 24 августа 1968 | Канопус           | 2600         | Франция        | Первый термоядерный взрыв Франции               |
| 18 мая 1974     | Улыбающийся Будда | 12           | Индия          | Первый ядерный взрыв Индии                      |
| 11 мая 1998     | Шакти-I           | 30           | Индия          | Первый термоядерный взрыв Индии                 |
| 28 мая 1998     | Чагаи-I           | ~9           | Пакистан       | Первый ядерный взрыв Пакистана                  |
| 9 октября 2006  | Квандай-ри        | ~2           | КНДР           | Первый ядерный взрыв Северной Кореи             |